# Мезиб
Мезиб, також Мизиб, Мейзипс, Мезип, Мезиппа, Мезибе — річка на Чорноморському узбережжі Краснодарського краю. Річка бере початок на північному схилі гори Михайлівка, на висоті 787,8 м. Має протяжність близько 18 км, впадаючи до Чорного моря біля селища Дивноморське, Геленджик. Пониззя річки раніше (до 1914 року) носили назву Іногуа.

## Притоки
Серед приток найбільш відомі праві: річка Жане (10 км), річка Ачибсе (9 км) і річка Адерба (40 км).

## Гідрономія
Назва річки походить з адигейської і за деякими даними означає гай лісового гирла, або багатолісся. 